# The Ecstasy of Gold
Pistes de The Good, the Bad and the Ugly
The Death of a Soldier
(9) The Trio (main title)
(11)
The Ecstasy of Gold (en italien L'estasi dell'oro) est une composition musicale d'Ennio Morricone, réalisée pour le film de Sergio Leone Le Bon, la Brute et le Truand. Le morceau est joué lorsque Tuco (Eli Wallach) traverse le cimetière de Sad Hill et cherche avec frénésie la tombe qui renferme les 200 000 dollars. Chanté par Edda Dell'Orso , c'est l'un des thèmes les plus célèbres de Morricone.

## Autres utilisations
- Depuis 1983, le groupe de metal Metallica utilise régulièrement The Ecstasy of Gold comme introduction lors de ses concerts[1]. Le morceau est inclus sur les albums live Through The Never (en), S&M et Français pour une nuit. Metallica en a réalisé une adaptation sur son album hommage à Ennio Morricone We All Love Ennio Morricone (en).
- Le morceau est au générique de début du film Jackass: Number Two en 2006.
- The Ecstasy of Gold constitue la musique de fond d'une publicité du groupe GDF Suez diffusée depuis novembre 2009.
- Elle rythme la vidéo d'introduction du jeu Blur.
- Elle est samplée par Jay-Z pour le titre The Blueprint² sur son album The Blueprint²: The Gift & The Curse et également par Raekwon pour le titre Wu Chant (Outro) sur son album solo Shaolin vs. Wu-Tang.
- Elle est utilisée comme trame de fond durant une séquence du film "Bob l'éponge : le film", où Bob effectue un monologue face aux habitants de bikini bottom
- Elle fut diffusée durant l'avant-match de la Finale de la Coupe du monde 2018 en Russie au moment de la présentation du trophée.